# Milecastle 3
Milecastle 3 (Ouseburn) byla římská pevnůstka, tzv. mílový hrad (milecastle), na Hadriánově valu v údolí řeky Ouseburn v hrabství Tyne and Wear na severu Anglie. Z pevnůstky se nic nedochovalo, ale pravděpodobně se nacházela na křižovatce A187 Byker Bridge a Stephen Street. 

## Výstavba
Neexistují žádné důkazy, o jakou šlo konfiguraci pevnosti nebo typ, ale val byl v této lokalitě téměř jistě úzký. 

## Vykopávky a průzkum
- 1732 – Horsley Milecastle 3 prozkoumal a zaznamenal jeho polohu.[3]

- 1776 – lokalitu navštívil Stukeley, který tam vytvořil náčrtek oblasti pro svou Iter Boreale '.[4]

- 1789 – Brand místo navštívil, ale zapsal si, že před lety bylo mnoho z kamenů odstraněno ze základů pevnůstky a použito pro stavbu domu v těsném sousedství.[5]

- 1848 – Collingwood Briuce informoval o nálezu malého oltáře s částečně nečitelným nápisem v blízkosti předpokládaného místa Milecastle. Oltář (NMR číslo: NZ 26 SE 227) nechal postavit Julius Maximus. Když Briuce prohledal okolí, žádné stopy z doby římské nenašel.
- 1858 – Henry MacLauchlan prozkoumal oblast, ale žádnou spolehlivou stopu po pevnůstce nenašel.[6]

- 1928 – F. G. Simpson zjistil vzdálenost od Milecastle 2 k Milecastle 3: měří 1330 metrů.
- 1979 – Během stavby metra při průzkumu žádné stopy po pevnůstce neobjevili.

## Přidružené vížky
Každá mílová pevnost Hadriánova valu měla dvě přidružené věže. Stály přibližně v jedné třetině a dvou třetinách římské míle na západ od pevnosti a posádku pravděpodobně tvořila část posádky pevnosti.  
Věžičky spojené s Milecastle 3 jsou známé jako věžička 3A a věžička 3B. 

### Vížka 3A
O věži 3A není známo nic, předpokládaná poloha je 54°58′30″ s. š., 1°35′46″ z. d.. 

### Věž 3B
O věži 3B není známo nic, předpokládaná poloha je 54°58′20″ s. š., 1°36′9″ z. d.. 

## Záznamy o památkách
| Památka      | Číslo památky | Číslo v archivu English Heritage |
| Milecastle 3 | 24904         | NZ 26 SE 15                      |
| Věž 3A       | 24907         | NZ 26 SE 16                      |
| Věž 3B       | 24912         | NZ 26 SE 17                      |